# کی آیوی
کِی آیوی (انگلیسی: Kay Ivey؛ زادهٔ ۱۵ اکتبر ۱۹۴۴) سیاستمدار آمریکایی است که هم‌اکنون به‌عنوان پنجاه و چهارمین فرماندار آلاباما خدمت می‌کند. آیوی پیش‌تر معاون فرمان‌دار و خزانه‌دار آلاباما بود. آیوی در پی استعفای رابرت بنتلی به‌دلیل رسوایی به فرمان‌داری رسید.